# Политц (тауншип, Миннесота)
Политц (англ. Pohlitz) — тауншип в округе Розо, Миннесота, США. На 2000 год его население составило 36 человек.

## География
По данным Бюро переписи населения США площадь тауншипа составляет 117,2 км², из которых 109,9 км² занимает суша, а 7,4 км² — вода (6,30 %).

## Демография
По данным переписи населения 2000 года здесь проживало 36 человек, 17 домохозяйств и 9 семей. Плотность населения —  0,3 чел./км². На территории тауншипа расположено 27 построек со средней плотностью 0,2 построек на один квадратный километр. Расовый состав населения: 100,00 % белых.
Из 17 домохозяйств в 23,5 % воспитывались дети до 18 лет, в 47,1 % проживали супружеские пары, в 5,9 % проживали незамужние женщины и в 41,2 % домохозяйств проживали несемейные люди. 35,3 % домохозяйств состояли из одного человека, при том 17,6 % из — одиноких пожилых людей старше 65 лет. Средний размер домохозяйства — 2,12, а семьи — 2,80 человека.
13,9 % населения — младше 18 лет, 2,8 % — в возрасте от 18 до 24 лет, 25,0 % — от 25 до 44, 33,3 % — от 45 до 64, и 25,0 % — старше 65 лет. Средний возраст — 47 лет. На каждые 100 женщин приходилось 125,0 мужчин. На каждые 100 женщин старше 18 приходилось 106,7 мужчин.
Средний годовой доход домохозяйства составлял 42 500 долларов, а средний годовой доход семьи —  43 500 долларов. Средний доход мужчин —  27 917  долларов, в то время как у женщин — 20 313. Доход на душу населения составил 19 144 доллара. За чертой бедности не находились ни одна семья и ни один человек.